# 高橋地区

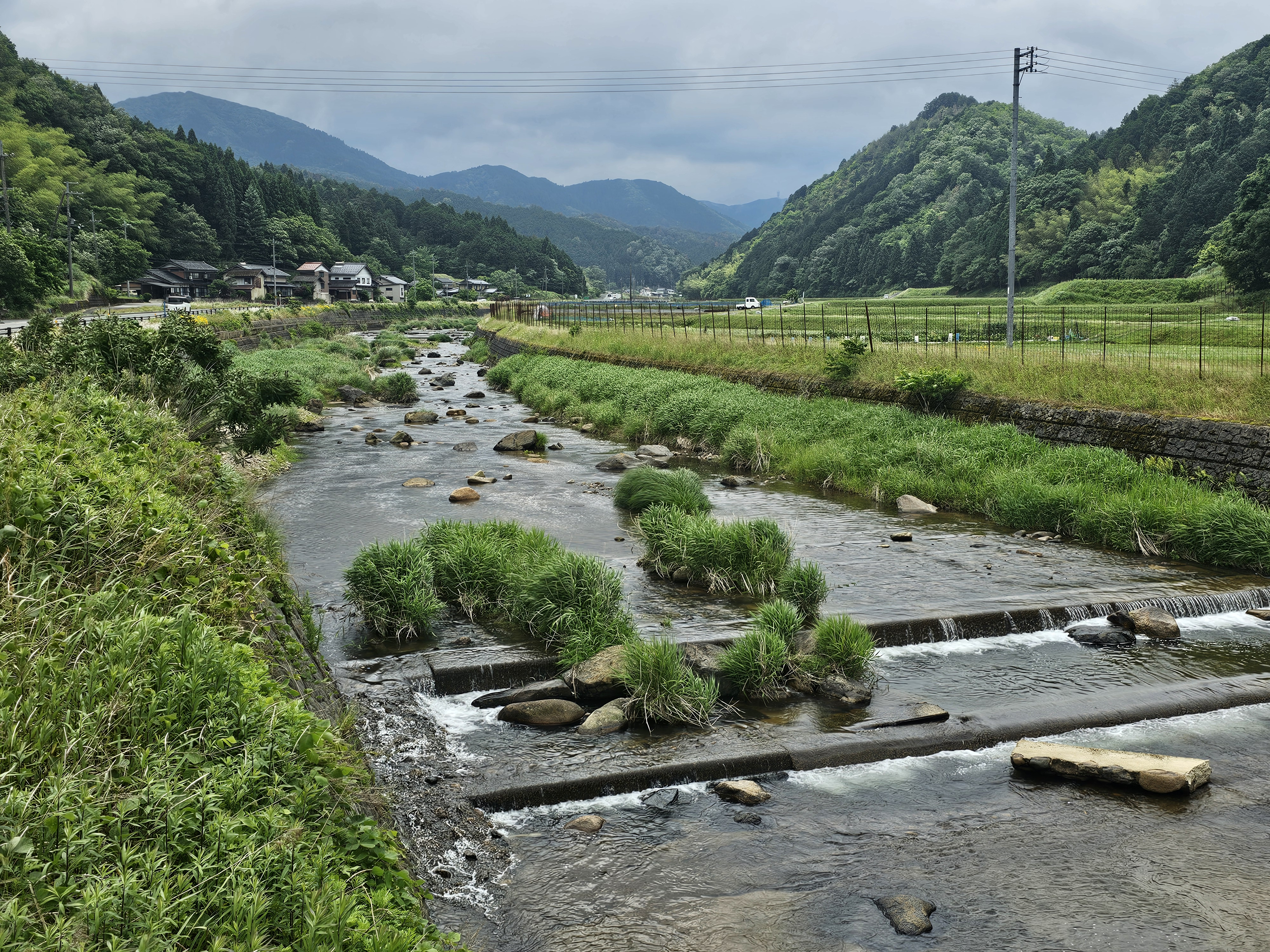
高橋地区（平田・栗尾付近）と出石川

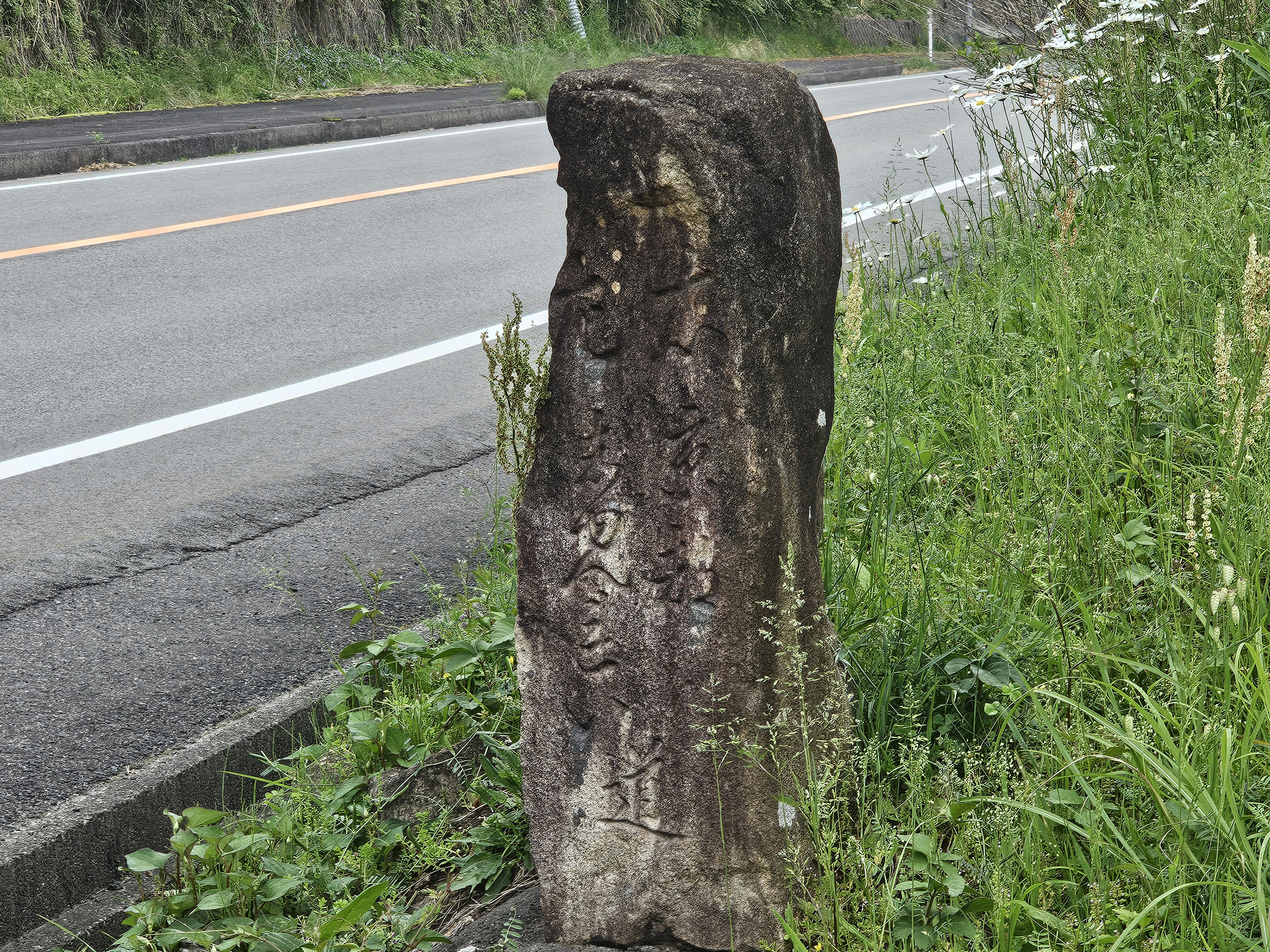
高橋地区に残る山陰京街道の道標

高橋地区（たかはしちく）は、兵庫県豊岡市旧但東町の地域名。兵庫県の北東部、京都府との県境に位置する山村地域で、東経135度線が通る。

## 地理
高橋地区は、兵庫県豊岡市但東町の北東部に位置し、京都府与謝野町、京丹後市、福知山市と隣接する。相田の谷、東中の谷、河野辺の谷で構成された山間部の谷底に集落が点在する9つの区で構成される。
近世以前には、出雲地方と京都を結ぶ山陰街道が通る交通の要衝で、地区内のいたるところに道標が残るが、但東町一帯は出石・豊岡方面以外は全方位が標高の高い峠に囲まれているため、近代交通の便は悪く、山陰道も山陰鉄道も南に迂回している。
但東町には農村歌舞伎舞台が多く、1982年（昭和57年）時点の但東町には21棟が、うち高橋地区には8棟があった。正方寺の蔵王権現、平田の春日神社、栗尾の日足神社、久畑の一宮神社、後の二宮神社、東中の新宮神社、久谷の村岡神社、大河内の熊野神社の8か所である。
仏教では浄土真宗を信仰している家が多いとされ、禅宗を信仰している家も散見される。
河川
- 出石川 - 高橋地区の南から北西にかけて流れ、流路に沿って集落が点在している[6]。国の特別天然記念物に指定されているオオサンショウウオが生息しており、2004年（平成16年）の台風23号災害の復旧工事の際に約70個体の生息が確認され、一時保護されたことがある（工事完了後、放流）[7]。

山
- 江笠山 - 薬王寺と福知山市や与謝野町旧加悦町地域との境界にある標高778メートルの山[8]。西暦580年代の用明天皇の頃に牛頭天王社があり山岳信仰で尊崇されたと伝わる[8]。山頂まで1,573.4メートルの登山道が、2008年（平成20年）に整備された[8]。

## 構成地区

### 平田（ひらた）

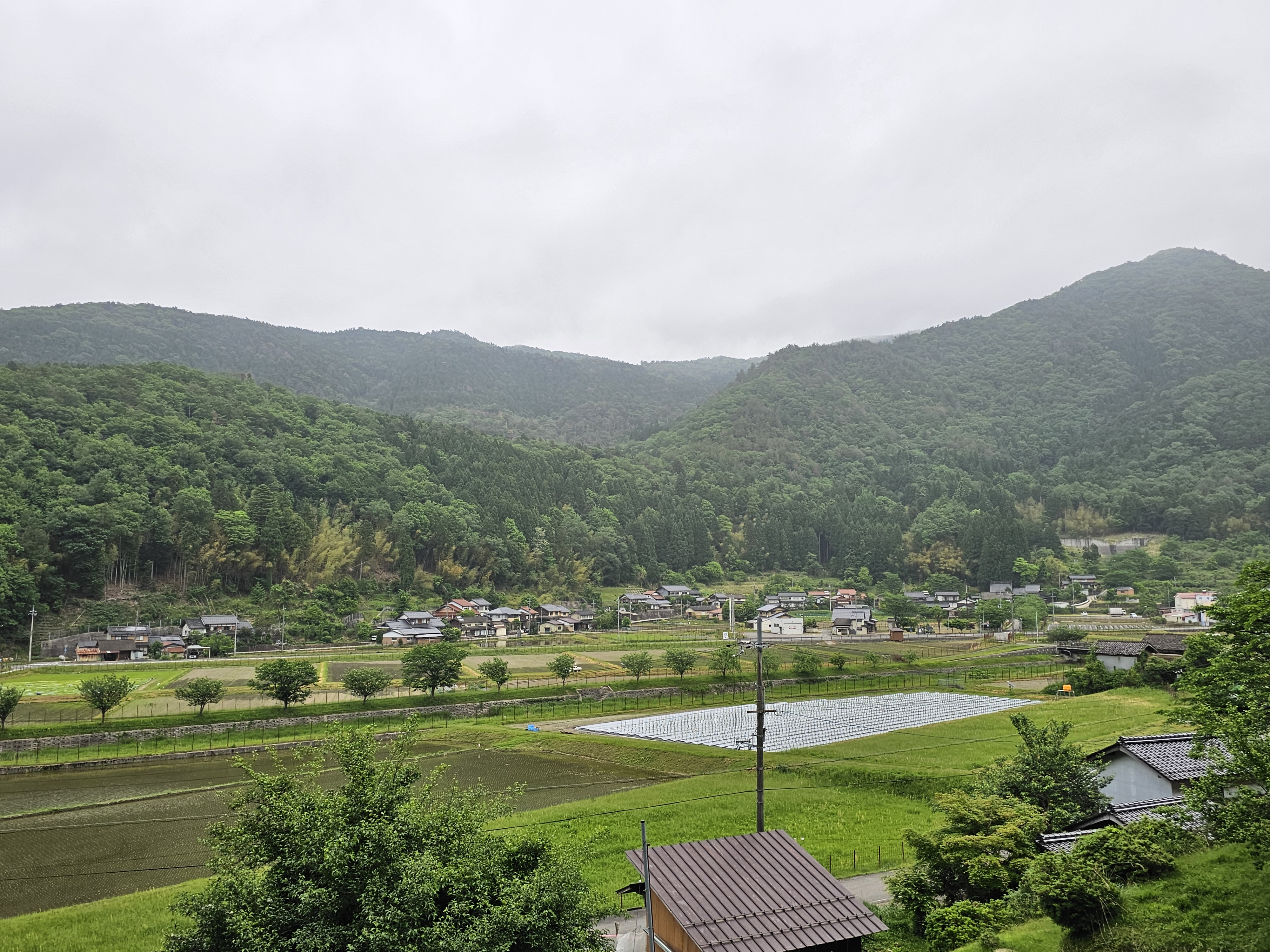
春日神社境内から眺めた平田付近

出石川に沿った山裾の集落で、古くは池であったともいわれる。良質な竹を産出することから、雨具に適した竹皮の笠を特産品として発展した。かつては平田小学校や出石高校高橋定時制分校、兵庫県子ども自然村などの教育施設があり、それらの廃校跡地に進出した企業によって「創作の里」としての性格を強めている。
農村歌舞伎舞台を備えた春日神社や、稲荷神社、荒神社、妙見神社のほか、専福寺、庚申塔のほか、地区内6ヵ所に地蔵を祀るなど、山陰街道（山陰京街道）が通っていたことにより多くの信仰が集まっていた。出石川の流路は平田で蛇行しており、出石川が形成した氾濫原に他地区より大きな水田が広がっている。

### 栗尾（くりお）
標高620メートルの郷路岳をはじめ区内の約8割が山地の集落で、般若岳から赤花峠まで連なる郷路林道の兵庫県道251号赤花薬王寺線が通り、子午線と交差する位置にある。一帯は「ひょうご森林浴」と呼ばれている。
区内の松蝉寺の境内・薬師堂は、平安時代の作と伝えられ県指定文化財となっている薬師如来坐像を本尊とする。経塚から院政期の壺や中国銭が発見されている清滝神社や、樹齢500年以上のケヤキの木や農村歌舞伎舞台のある日足神社、養蚕が盛んであった時代の名残を伝えるネコに似た石を祀る社「猫さん」、豊岡氏指定文化財である栗尾古墳など、多数の名所旧跡や遺跡がある。また、高橋地区農村公園も栗尾にある。

### 佐田（さた）
縄文時代早期の土器が見つかっている亀谷遺跡や、弥生期の佐田・大貝遺跡、佐田古墳はじめ大谷と亀谷の２つの古墳群、中世の山城である比丘尼城や伊野城などの史跡が多く残る。また、四道将軍のひとりである丹波道主王が休憩したと伝えられる大将軍尊林や、江戸時代に桑の重税を苦にした庄屋が首を落とされたことを伝える首切り地蔵などの伝承地も数多い。
高橋村時代の行政上の中心地は佐田にあり、明治期には高橋村の村役場のほか、農協や警察所、消防所、病院等も佐田に設営された。第二次世界大戦後には、大兵庫開拓団の帰還者のための住宅施設が佐田に建設されていた。2016年（平成28年）以降、地域活性化事業としてホワイトコーンを栽培し、「トウモロコシのもぎ取り園」を運営する。

### 久畑（くばた）

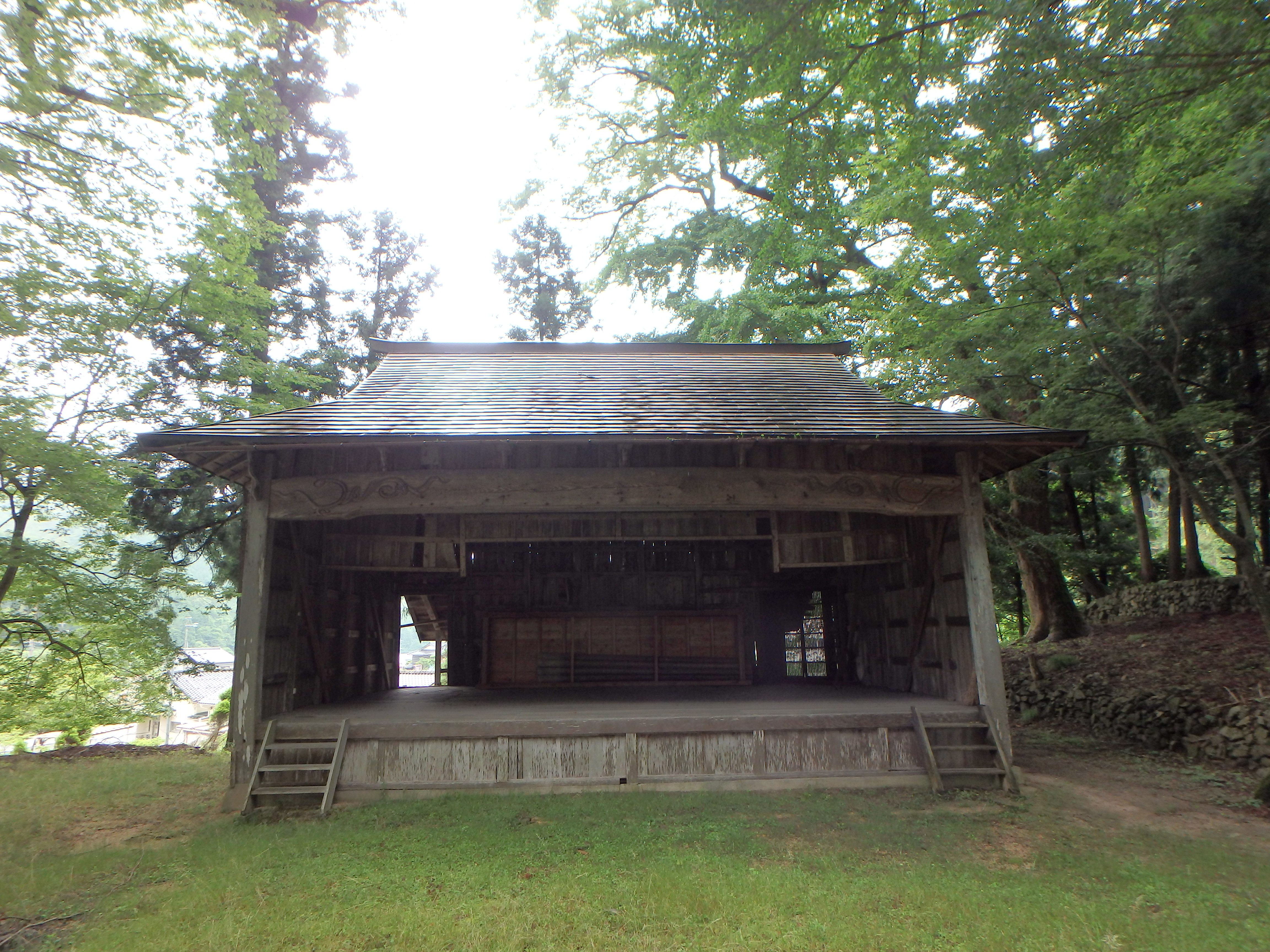
久畑の「一宮神社」境内にある農村歌舞伎舞台（2016年6月）

出石川を遡って福知山や養父郡へ出る最短ルート上にあり、京街道の宿場町として発展し、近世の一時期は「久畑市場村」とも称された。高橋地区で唯一、都市的な家並みがみられる集落で、明治初年にはすでに街並みが形成されていた。水利に恵まれず稲作が困難であったことから、養蚕のための桑畑を農業の中心としたことから、クワバタが訛ってクバタになったという。登尾峠の麓に位置し、丹波と但馬の国境として関所と本陣が置かれた。また、西国巡礼の27番札所・圓教寺と28番札所・成相寺を結ぶ古道にあり、冬には積雪が多く難所とされた峠の7合目に祀られていた一願不動尊や、出石藩主・京極氏の妻が建立した供養塔がある。
1875年（明治8年）、久畑で村の戸数の2分の1を焼く大火災が生じ、復旧にはその後2年を要した。この火災の際、村人が火伏せの神の御神体を山から背負って下したところ劫火が収まったと伝えられ、以後、いち早くどこにでも持ち運べるようご神体を棒状にして山裾に祀りなおした。村社の一宮神社には長いものでは樹齢500年を超えるケヤキの巨木が9本あり、「ケヤキの森」として兵庫県の天然記念物に指定されている。また、境内に日清戦争以降の5度の戦役による戦死者140名の忠魂碑と、集団入水自決で落命した満州の開拓団殉難者の碑が建立されている。
高橋村発足時に議場となった光蓮寺をはじめ、現代においても高橋地区コミュニティセンター、高橋診療所など高橋地域の主要施設が集まっている。2023年（令和5年）3月に閉校・閉園した豊岡市立高橋小学校及び高橋認定こども園も久畑にあった。

### 後（うしろ）
久畑の一宮に次ぐ二ノ宮神社があり、かつてその神主であった漆島次郎太夫の助言で漆の木を多く植林したことから、古くは「漆畑村」と呼ばれ、小字には漆谷の地名が残る。「うしろ」の地名は漆畑が訛ったとも伝わる。二ノ宮神社の裏山には豊臣秀吉の但馬征伐の際に落城した後城の城跡や馬道や水路跡が残り、当時の書状や白銅鏡、刀なども現存する。1987年（昭和62年）に但東町で初めて縄文時代の竪穴建物跡が検出された後天神遺跡や、現在は久畑にある光蓮寺が江戸時代前期に真言宗の寺として建立されていた跡地などの遺構がある。集落の標高は約180メートルである。

### 東中（ひがしなか）
明治期までは「中村」または「東、中村」と呼ばれたが、1917年（大正6年）に「東中」と地名を改めた。かつて鉱山があり、険しいことで難所とされた馬峠（うとうげ）を越えて隣区の佐々木まで鉱石を運んだ。集落の標高は約190メートルである。
特徴的な風習として、地内に鎮座する新宮神社の神池がかつて大水害で氾濫した際に池の神魚が流出したことから、神様の魚を保護するため地区内を流れる新宮川一帯を禁漁区とし「魚を捕まえてはいけない村」となっていることがある。現存する神池は大正13年に築かれたもので、定期的な餌やりなどによって魚を保護する取り組みが継承されている。
2007年（平成19年）に農道に約500本のサルスベリを植え、「ふるさと花街道」と名付けた。

### 小坂（こざこ）
出石川の最上流部の標高250メートルほどの地点にあり、高橋地区の出石川流域では最も標高の高い場所にある集落である。京都府との県境、福知山市夜久野町と隣接し、古くから県域を越えての交流が多く、大工、石匠、畳屋、屋根屋、鍛冶屋などの職人が多く住んだ。人口のわりに農地が少なかったことも職人村となった一因とされる。文徳天皇の時代に祝詞を奏上するために座した巨岩の祝詞岩などの旧跡や、平安時代の作と伝わる十一面観音菩薩立像を祀る救世観音堂や室町時代に開基された乗専寺などの寺社がある。
集落の入り口に、「おかえり」の文字を描いた畦畔アートを刻んでいる。

### 大河内（おおごうち）
京都府との県境にあり、但馬地域の東の玄関口にあたる国道426号の新登尾トンネルがある。標高約300メートルの場所に集落がある。毎年秋に七福神まつりが行われる楽音寺に、室町時代作と伝わる阿弥陀如来
坐像などを祀るほか、康保4年（967年）創立とされる十一面観音立像など古仏が残る。
元禄時代から農耕に優れると知られた但馬牛の優良系統牛を育てた稲木場吉左衛門を記念した「稲木場蔓牛記念碑」がある。この牛は養父から三十三間堂の棟木を京都に運んだと伝わり、戦後に組合を結成して改良増産が図られ、のちの和牛の基礎となったとされる。

### 薬王寺（やくおうじ）
京都府福知山市や与謝野町旧加悦町地域と標高778メートルの江笠山で隣接する地区で、江笠山の登山口がある。神懸峠（かんがけとうげ）が福知山市との境界となっている。高橋地区では標高の高い場所にある集落であり、大生部兵主神社は標高約300メートルに位置する。
地名は、鎌倉時代に建立されていた天台宗の寺院・薬王寺（のちに禅宗となり明治初期に廃絶）に由来する。「行者さん」「毘沙門さん」「庚申さん」など古い信仰が多々受け継がれており、小字久谷の集落に鎮座する村岡神社境内で高さ3メートルの万灯を灯す盂蘭盆の行事や、神戸市の生田神社から依頼を受けて毎年納めるしめ縄や正月飾りの製作が住民グループの共同事業として定着している。

## 歴史

### 近世以前

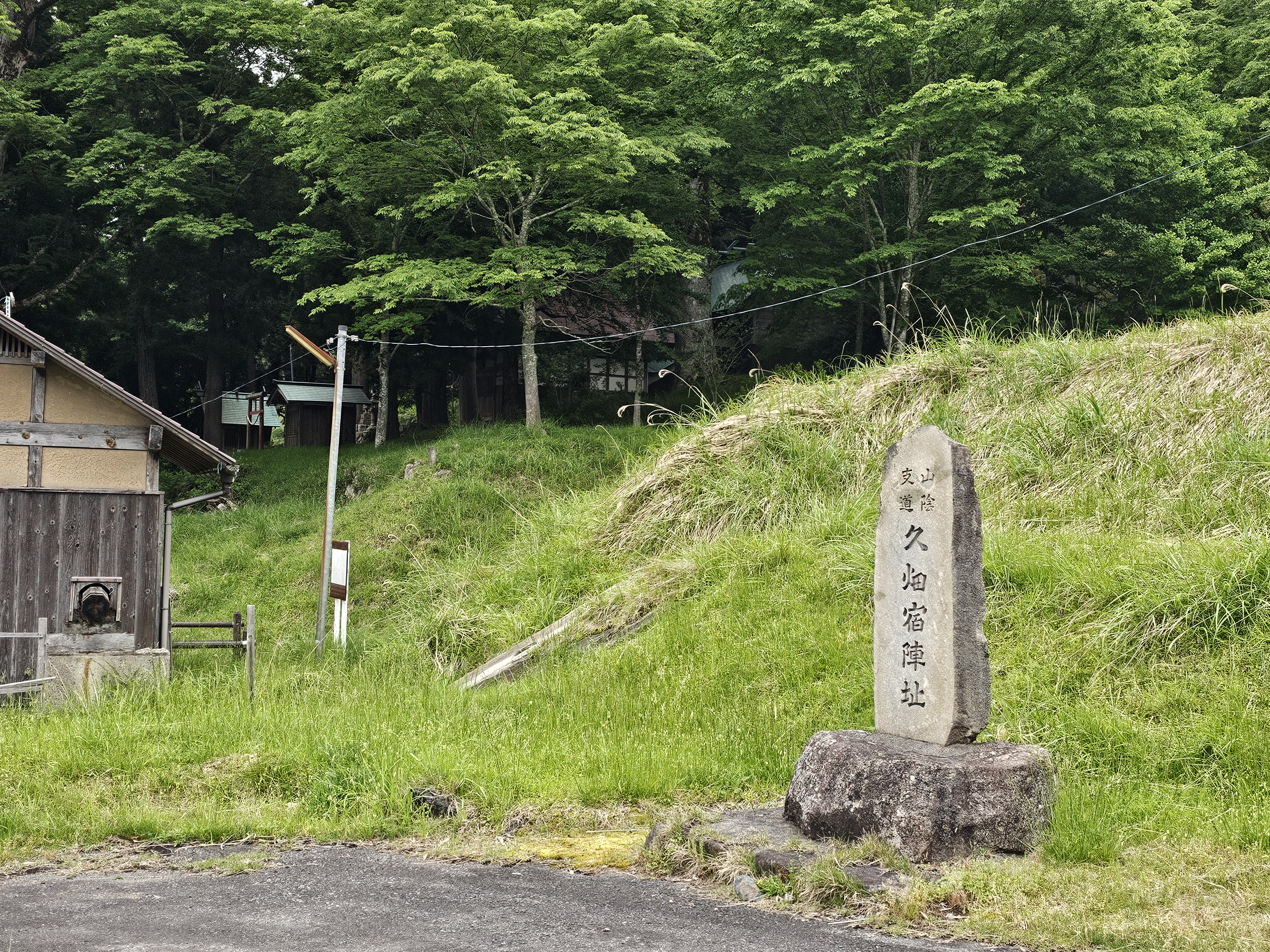
久畑宿陣址

高橋の地域名称は、平安末期より薬王寺村と大河内村を合わせて「高橋ノ庄」と呼ばれていたことに由来し、さらには、小坂、東中、後、久畑、佐田を「片野ノ庄」、栗尾、平田、正法寺、相田、佐々木を「雀々伎ノ庄」と称し、この3つの庄を総称して「高橋郷」と呼んでいたことに由来する。「和名抄」にみえる但馬国出石郡に7つあった郷の1つ。出石郡司の高橋臣義成（西暦700年代）が食材を集めた地であったことも、名称の由来の一つとされている。
山陰京街道、西国巡礼の宿場町として栄え、いくつかの道標が現存しており、1814年（文化11年）1月には伊能忠敬の一隊が測量に訪れた記録がある。なかでも京街道の要衝として出石藩久畑関所が置かれ、1864年（元治元年）には蛤御門の変で敗れ逃走した木戸孝允（桂小五郎）がこの関所をひそかに通過する際に疑われて捕らえられかけたところ、同行していた出石商人の機転で難を逃れた逸話が残る。

### 近・現代

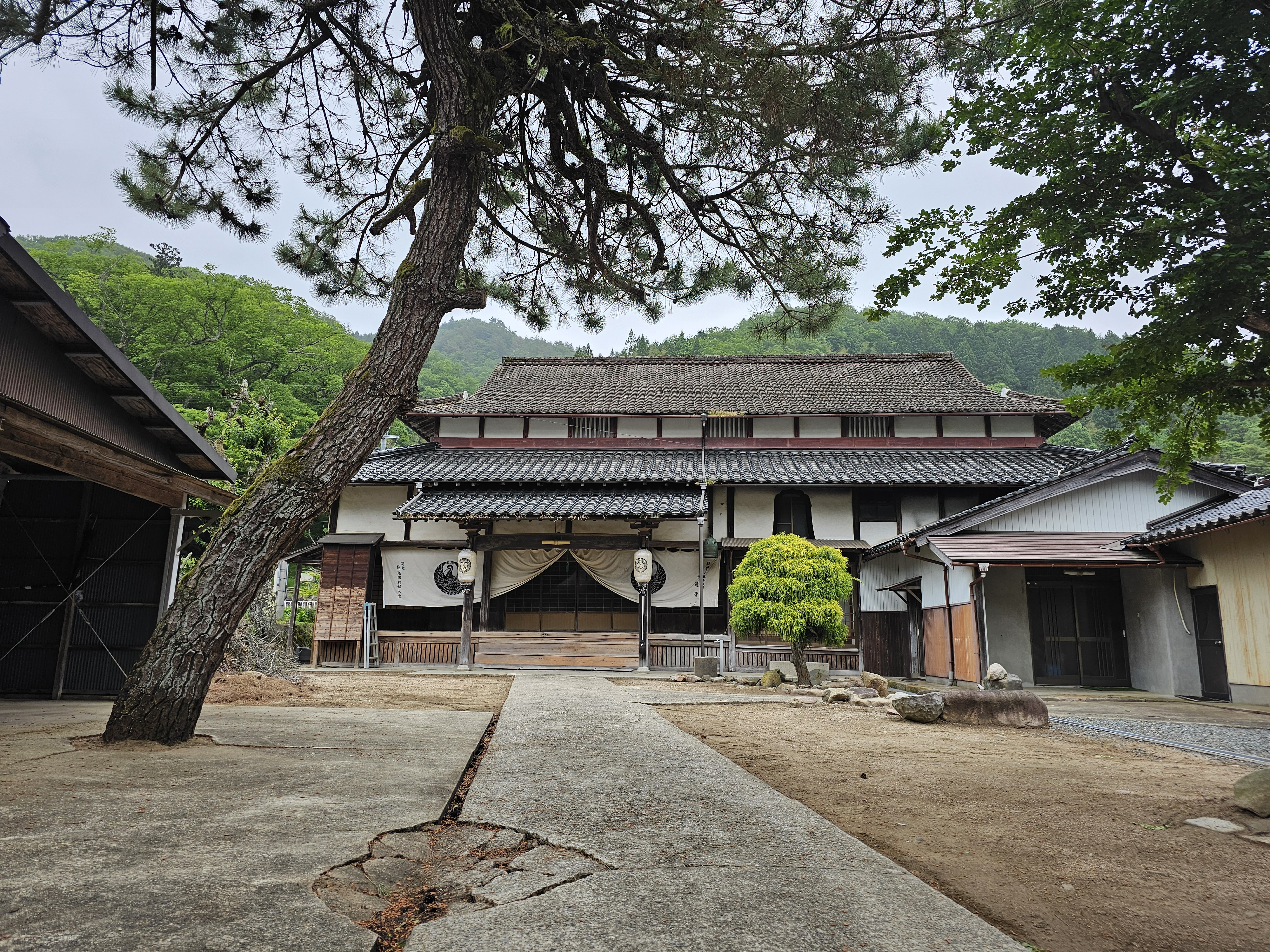
高橋村発足時に議場となった光蓮寺

1872年（明治5年）、久畑に郵便局が開設され、1912年（大正元年）11月に電信と電話が開通した。
1889年（明治22年）の市制町村制施行により、正法寺、平田、栗尾、佐田、久畑、後、東中、小坂、薬王寺、大河内の10村が合併し、新たに「高橋村」が成立した。初代村長及び議長に大橋安之助を選出し、第一回村議会は光蓮寺で開催された。これら10村はいずれも江戸時代には出石領だった。1872年（明治5年）に豊岡県第2大区5小区に属し、その後（明治13年）に出石郡第4戸長役場、1881年（明治14年）に栗尾組戸長役場と久畑組戸長役場、1883年（明治16年）に栗尾組役場、1886年（明治19年）に栗尾村外10か村戸長役場に属した。
1897年（明治30年）頃までは交通の要衝として、久畑宿を利用する旅人の荷物運びや貨物の輸送に荷役として雇用された住民の駄賃が1回20銭と、米1升が8銭の時代においては高額報酬であったため、宿屋や荷馬車引き、人力車、鍛冶屋などが街道沿いに軒を連ねて大きな収入源となっていたが、1909年（明治42年）に山陰線が開通すると主要交通網から取り残され、次第に廃れた。
日露戦争後の1906年（明治39年）から、全国で1村1社を基本とする神社統合政策がすすめられ、兵庫県においても1903年（明治36年）から1914年（大正3年）までに約7500社あった神社が約5000社に減少しているが、高橋村ではほとんど実現しなかった。1908年（明治41年）1月に各大字村神社合併委員会が開かれはしたが、「大勢トシテ高橋村一社トナレバ異論ナシ」としつつなるべく「大字一社」「氏神存置」を希望する意見が多く、同年10月には「一村一社ハ其筋ノ命令アル迄ハ見合、此際一大字一社存置スルコトニ決定」と記録される。1910年（明治43年）時点で、高橋村には村社が8社、無格社が12あり、1916年（大正5年）9月に大生部兵生神社が村社から郷社に昇格した以外、変動しなかった。
1937年（昭和12年）、県の補助を受けて村立の診療所が久畑に開所し、開業医の死去や転出後約1年続いていた無医村状態を脱却した。

#### 日露戦争から第二次世界大戦まで

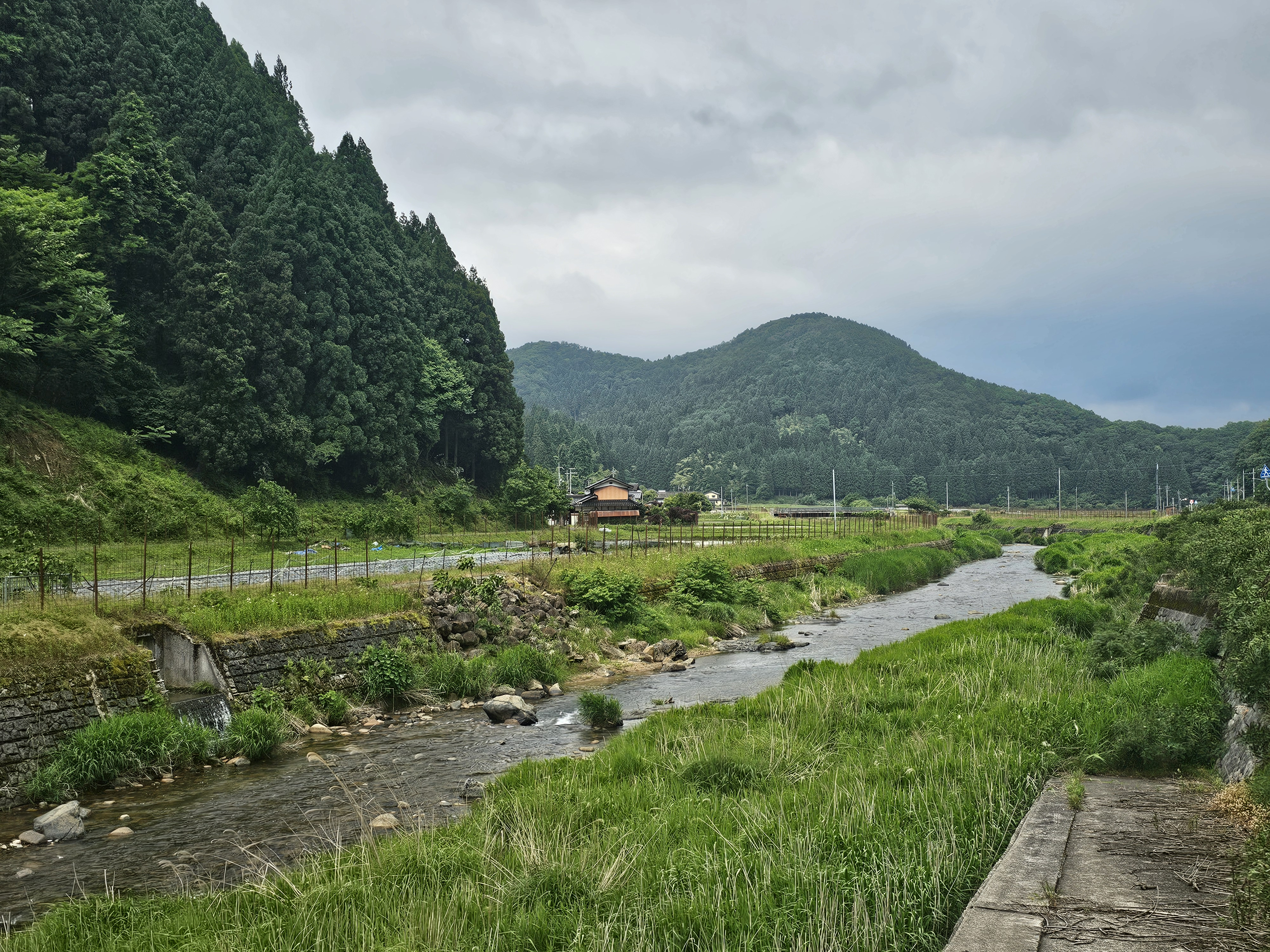
神戸からの疎開児童と戦後交流が育まれたホタル飛ぶ出石川

1905年（明治38年）、日露戦争旅順開城を祝賀し、1戸4銭の会費を集めて祝賀会を催した。
1907年（明治40年）消防用の手押しポンプを各集落に購入する。
1926年（大正15年）、高橋村役場、産業組合事務所が落成する。
1929年（昭和4年）、木戸孝允の子孫・木戸忠太郎侯爵が久畑を訪れ、関所跡を視察して「蔦 紅葉 故公をしのぶ 関のあと」の句を残した。1931年（昭和6年）には「木戸孝允久畑関所記念碑」が建てられ除幕式が行われた。あわせて久畑小学校で遺芳展示会が開催され、櫻井勉などが来訪した。
1932年（昭和7年）、中島太郎右衛門の著による『高橋村郷土読本』が刊行された。
1936年（昭和11年）、高橋村経済更生村民大会を開く。同年、村の電灯工事が完了し、「朝日」「毎日」の映画上映が行われるようになる。
1941年（昭和16年）12月、戦勝祈願必勝村民大会を開き、戦勝祈願祭として村として県社に参拝した。戦時中は神戸から疎開児童を受け入れ、その子供たちは1945年（昭和20年）11月まで滞在した。

##### 大兵庫高橋開拓団

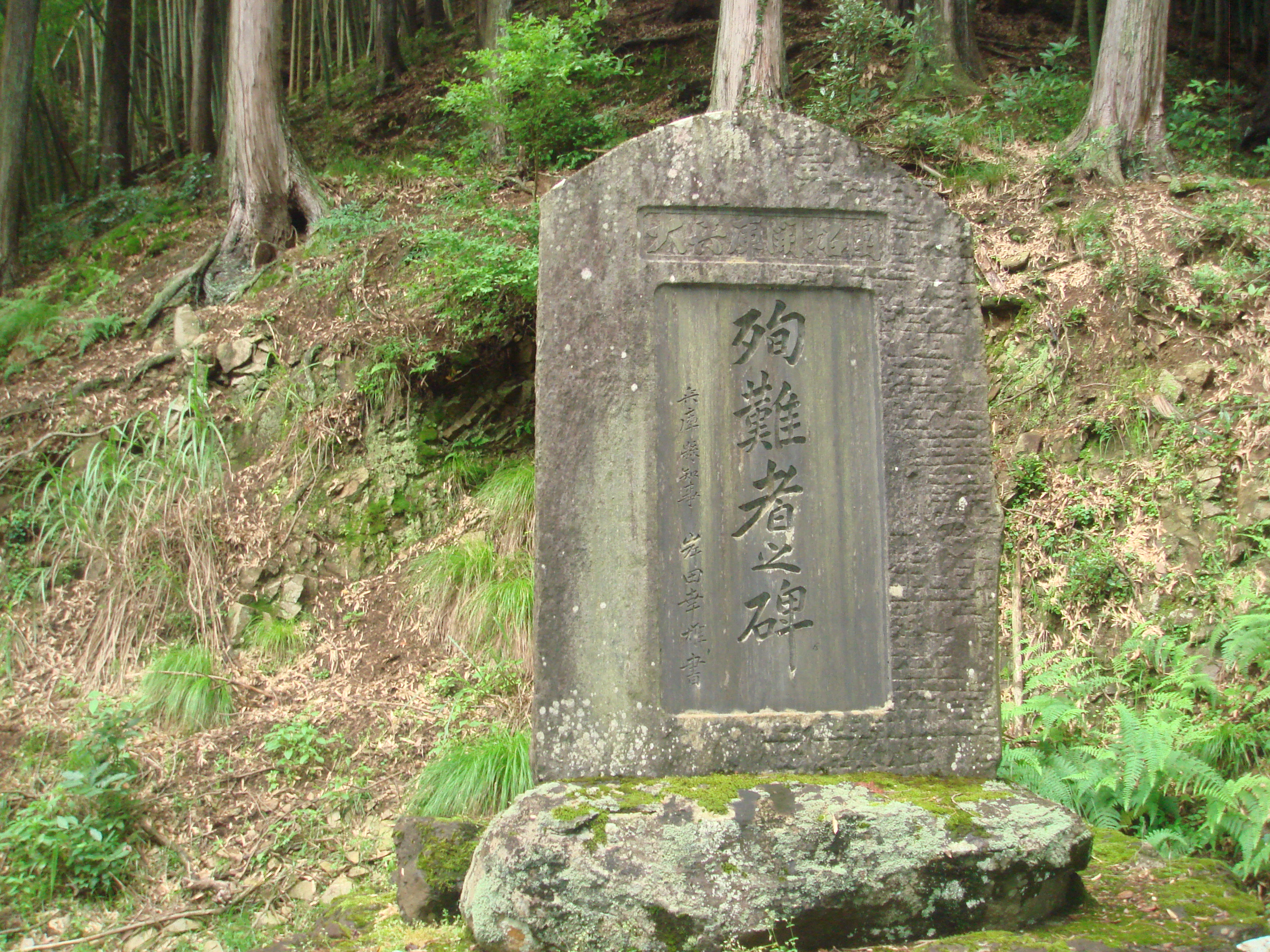
満蒙開拓団殉難者の碑

1943年（昭和18年）、農林省指令18農政17871号で、昭和18年度標準農村の指定を受ける。これは主要食糧を十分生産できる適正規模に農家の戸数を調節することを求めるものだった。また、この年、出石郡は昭和18年度の開拓特別指導部に指定され、県から強く分村・移民を求められるようになる。この開拓団の主体は高橋村で、単独分村だった。
高橋村の農家は、耕作面積が1戸あたり6反4畝と少なかったことから適正農家ではないとされ、過剰の農家を移住させることで満州に「新興高橋村」を建設することが求められた。兵庫県内で唯一の指定であり、200戸が満州へ移住することが目標とされた。
当初は1943年（昭和18年）度中の第十二次開拓団での急速実施の要請を受けていたが、これは見送られ、1944年（昭和19年）春に高橋村に「第十三次大兵庫開拓団」が結成され、満州国浜江省蘭西県北安村への入植することが確定した。出征兵士が出ていない家や、女子供しかおらず食糧増産にあまり役立たないと看做された家など、最終的に高橋村から103戸が移住することになり、その家屋敷や耕地をすべて処分した。
1944年（昭和19年）1月に先遣隊11名が、2月に19名が家族とともに満州に渡り、3月に開拓団本隊198名が満州に渡った。1945年（昭和20年）までに途中退団者も含めて495名が満州に渡ったと記録されている。
1945年（昭和20年）8月、逃亡の末に追い詰められ298名がホラン川で自決した。当時その場から生き残った61名（ほかに現地招集58名）は1946年（昭和21年）10月13日に帰郷した。但東町の歴史上最大の悲劇とされ、1953年（昭和28年）には岸田幸雄を兵庫県知事（当時）が臨席して追悼式が開かれ、大兵庫開拓団殉難者の碑が建立された。

#### 戦後

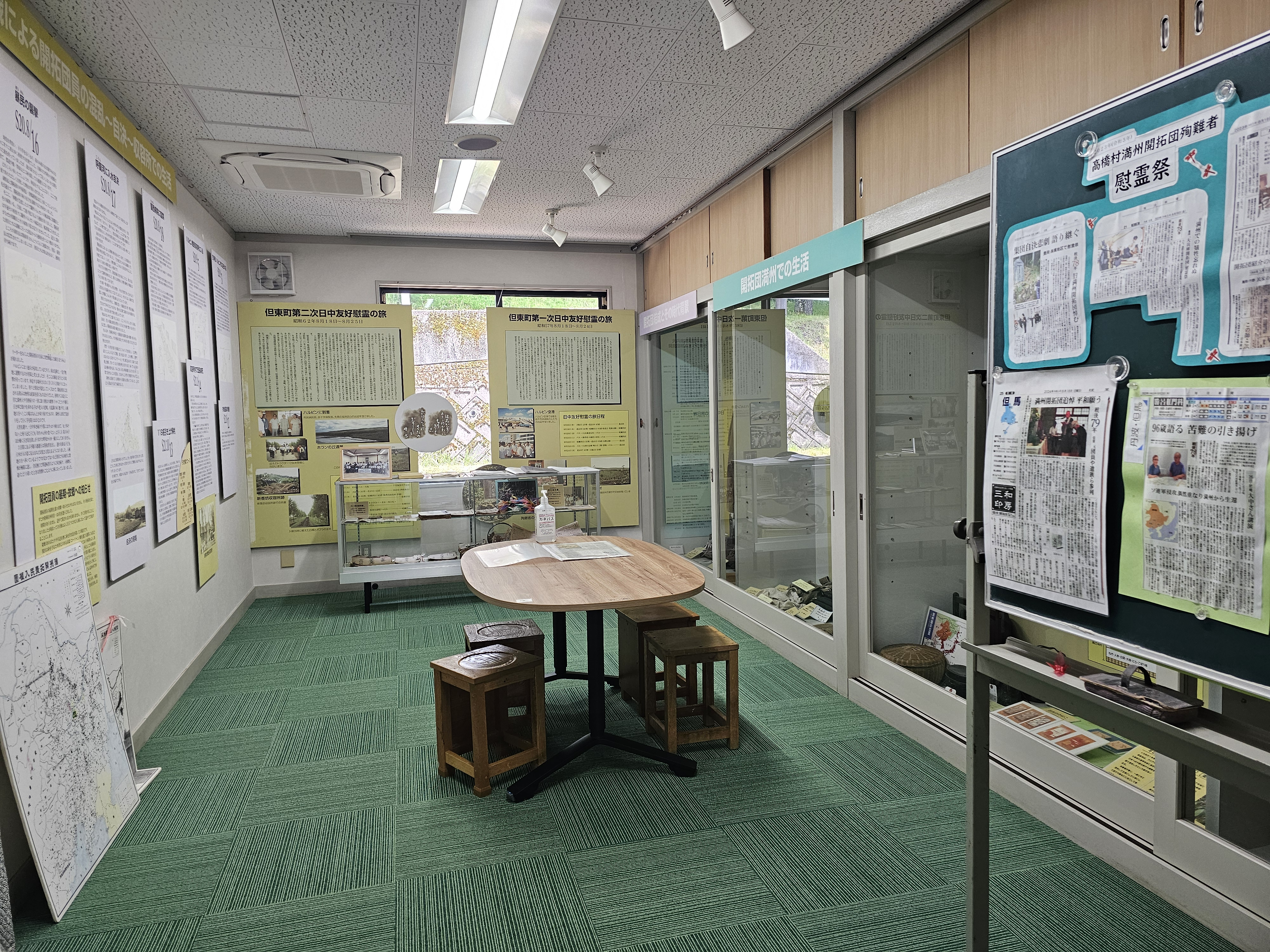
高橋地区コミュニティセンターにある満州開拓団の記録室

1946年（昭和21年）、GHQ天然資源局組織部長の米コーネル大学教授が来村した。
1955年（昭和30年）、神戸市立荒田小学校に、高橋村の児童からホタル2,000匹を贈呈した。
1956年（昭和31年）、合橋村・資母村と合併し、但東町となる。
主産業は農林業だが、交通の不便から果樹生産は伸びなかったため、1955年（昭和30年）頃の農業は稲作77.2パーセントに対して畑作は22.8パーセントで、畑地の主な利用は養蚕のための桑で、その間作として自家用の野菜を生産した。1950年（昭和25年）時点で238戸が現金収入の主要手段として養蚕を行い、その大半は春蚕のみを扱った。一方、近在地域で盛況だった織物業は高橋地区には少なく、1959年（昭和34年）時点で2軒の工場で3台の機を置くのみだった。
耕地以外の土地の99.4パーセントが山林で約3,493町歩あり、但馬牛に代表される家畜のための採草地が0.2パーセントあった。1950年（昭和25年）時点で総戸数444戸で327頭の和牛を飼育し、1956年（昭和31年）時点で総戸数432戸で338頭と飼育した。

### 令和期
旧高橋村地域の住民や諸団体、企業などで構成される「コミュニティたかはし『たかねっと』」が、地域内の産業・経済・交通・教育・医療・福祉・文化の発展を促進し、住民の安全で安心な地域づくりを目的に、様々な事業を行っている。

## 人口
1920年（大正9年）、第1回国勢調査によれば、高橋村の戸数は638戸で、人口は2,962人だった。人口は1925年（大正14年）に2,878人、1930年（昭和5年）に2,793人、1935年（昭和10年）に2,692人、1940年（昭和15年）に2,592人と終戦までに徐々に減少し、大兵庫開拓団が帰郷した翌年の1947年（昭和22年）は2,481人、1950年（昭和25年）は2,544人とわずかに増えたものの、1955年（昭和30年）には2,473人とゆるやかに減少傾向が続いた。
21世紀の高橋地区は9つの集落で構成されており、2024年4月1日時点の人口は688人・世帯数318世帯。高齢化率は50.7パーセントに達している。

## 教育

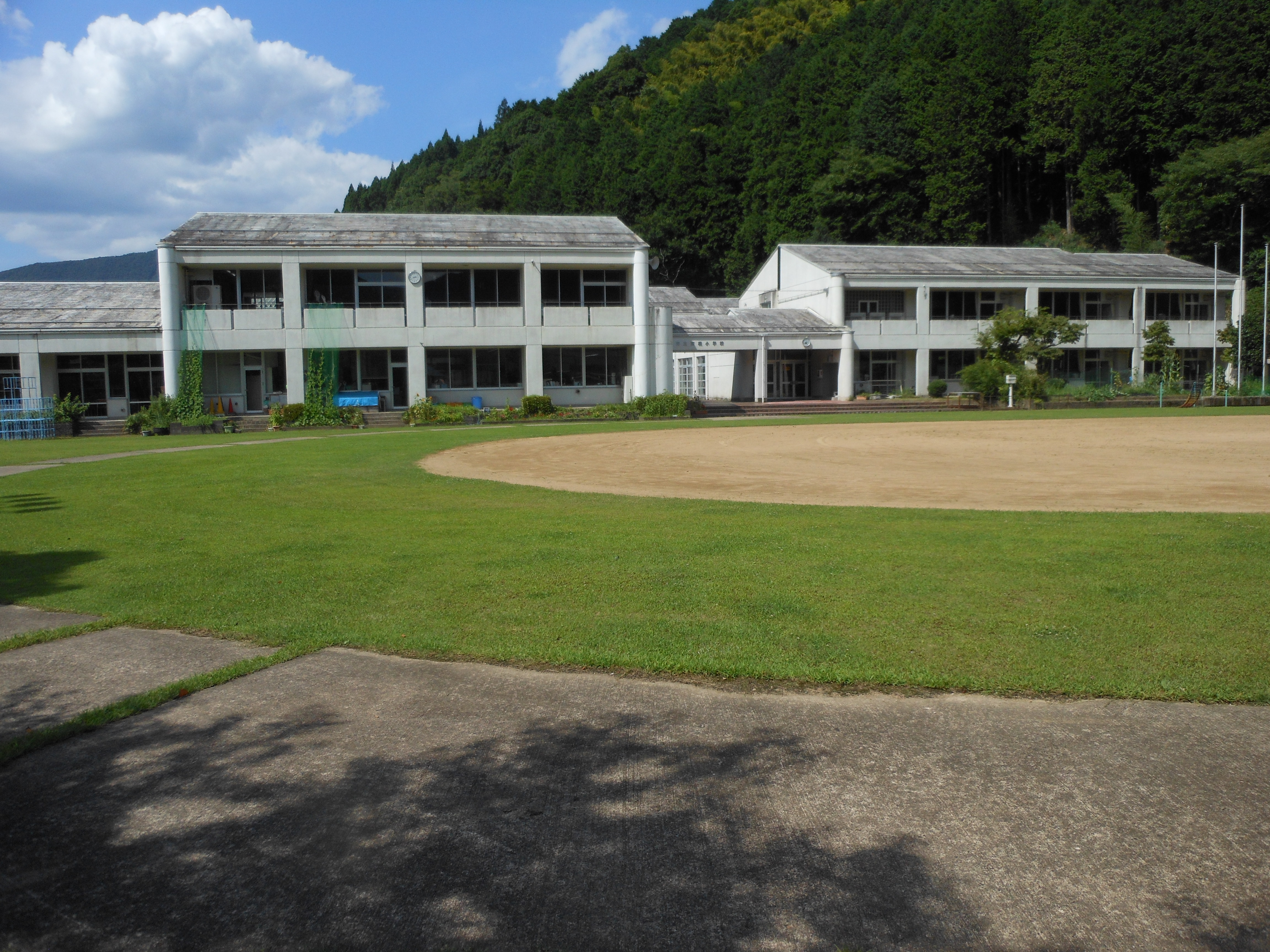
高橋小学校

1869年（明治2年）、郷村久谿学館が高橋村に開校し、普通科のほか英語科などの授業が行われた。
1874年（明治7年）に久畑に小学校が、1876年（明治9年）に平田小学校が、1899年（明治32年）には久畑に尋常高等小学校が開校した。
1968年（昭和43年）4月、但東町立久畑小学校、薬王寺分校、平田小学校が統合され、但東町立高橋小学校として創設された。あわせて、小学校に併設されていた各幼稚園も統合され、但東町立高橋幼稚園となる。2005年（平成17年）の1市5町の合併により、いずれも豊岡市立と改称し、高橋幼稚園はその後、2011年（平成23年）に高橋保育園と統合し、豊岡市立高橋認定こども園となった。少子化に伴い2006年（平成18年）には2・3年から複式学級が導入され、2023年（令和3年）3月で閉校・閉園した。
2025年（令和7年）現在、高橋地区内に公共の保育施設や教育施設はなく、小学校区は豊岡市立合橋小学校に、中学校は豊岡市立但東中学校に通う。

## 交通

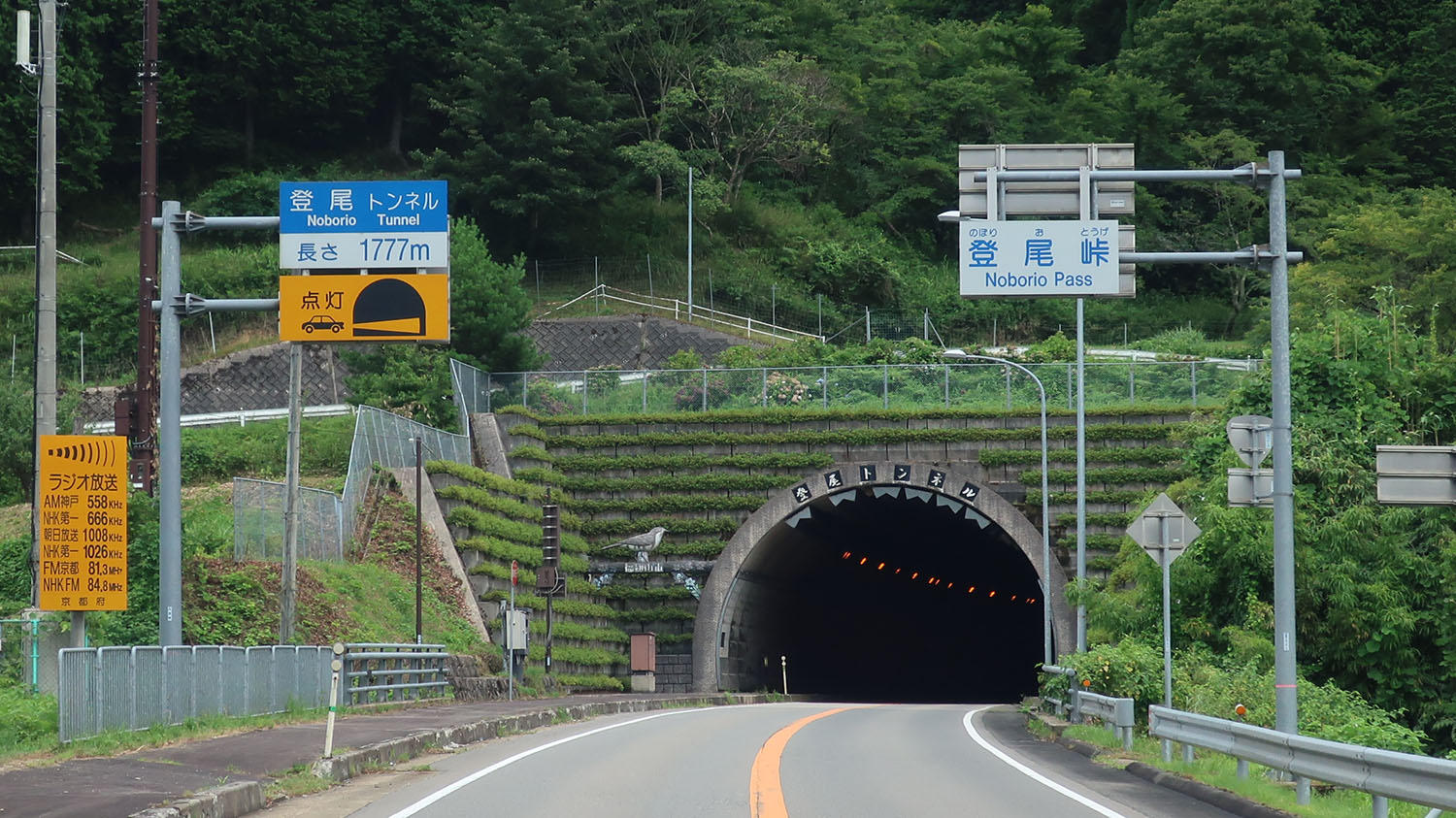
福知山市との間を結ぶ登尾峠

山間部のため鉄道はない。近世には出石領の直轄地が含まれ、関所が置かれた交通の要所であった。20世紀以降の主要道路として、豊岡市と福知山市を結ぶ国道426号が通る。2025年現在の高橋地区では、地域住民の移動手段としてマイカー乗り合い交通「のんなるカー」の実証運行が行われている。この取り組みは、通園・通学の時間帯に合わせた運行ダイヤで、高齢者や高校生など一般住民の移動支援を目的としている 。

## 施設

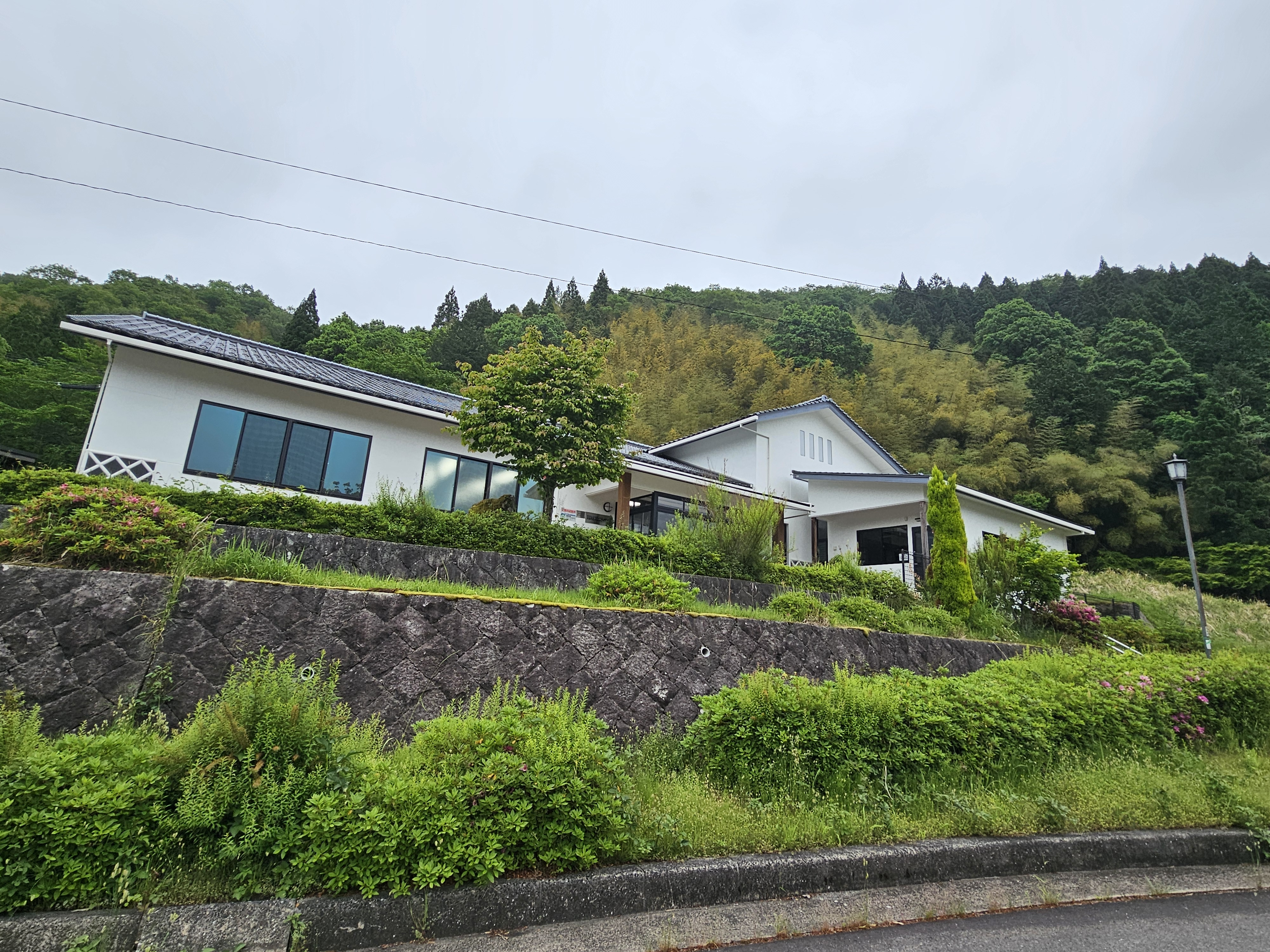
高橋地区コミュニティセンター

- 高橋地区コミュニティセンター - 兵庫県豊岡市但東町久畑830に所在し、地域の交流拠点として利用されている[56][29]。
- 豊岡市立高橋診療所 - 但東町久畑126に位置し、地域住民の医療を担っている[66]。
- 但熊 - 卵かけご飯専門店を営む個人商店。
- いこいの杜 - 久畑にあるコミュニティ・カフェ。
- なか屋 - 小坂にある古民家を改築した交流施設[25]。

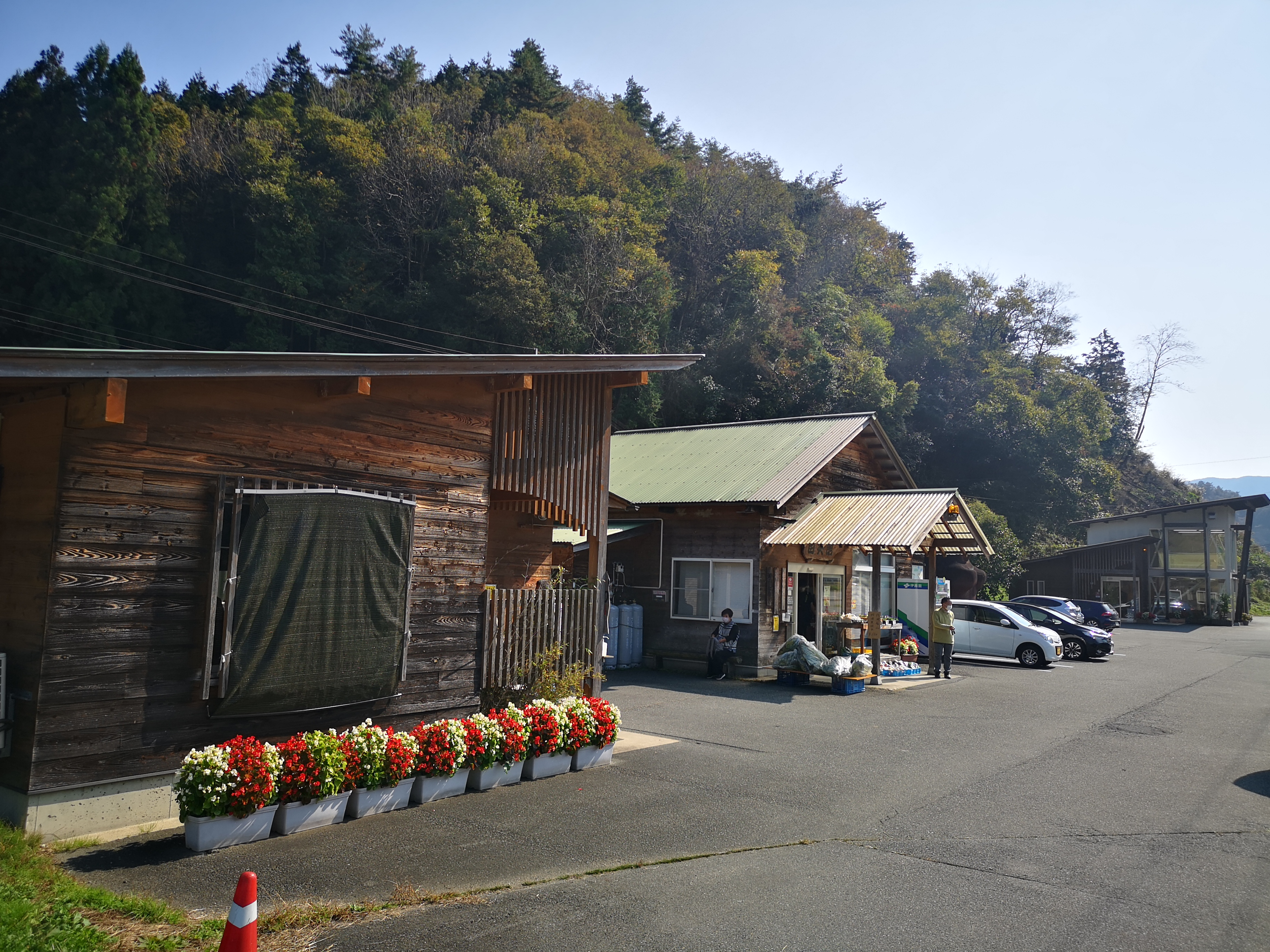
但熊
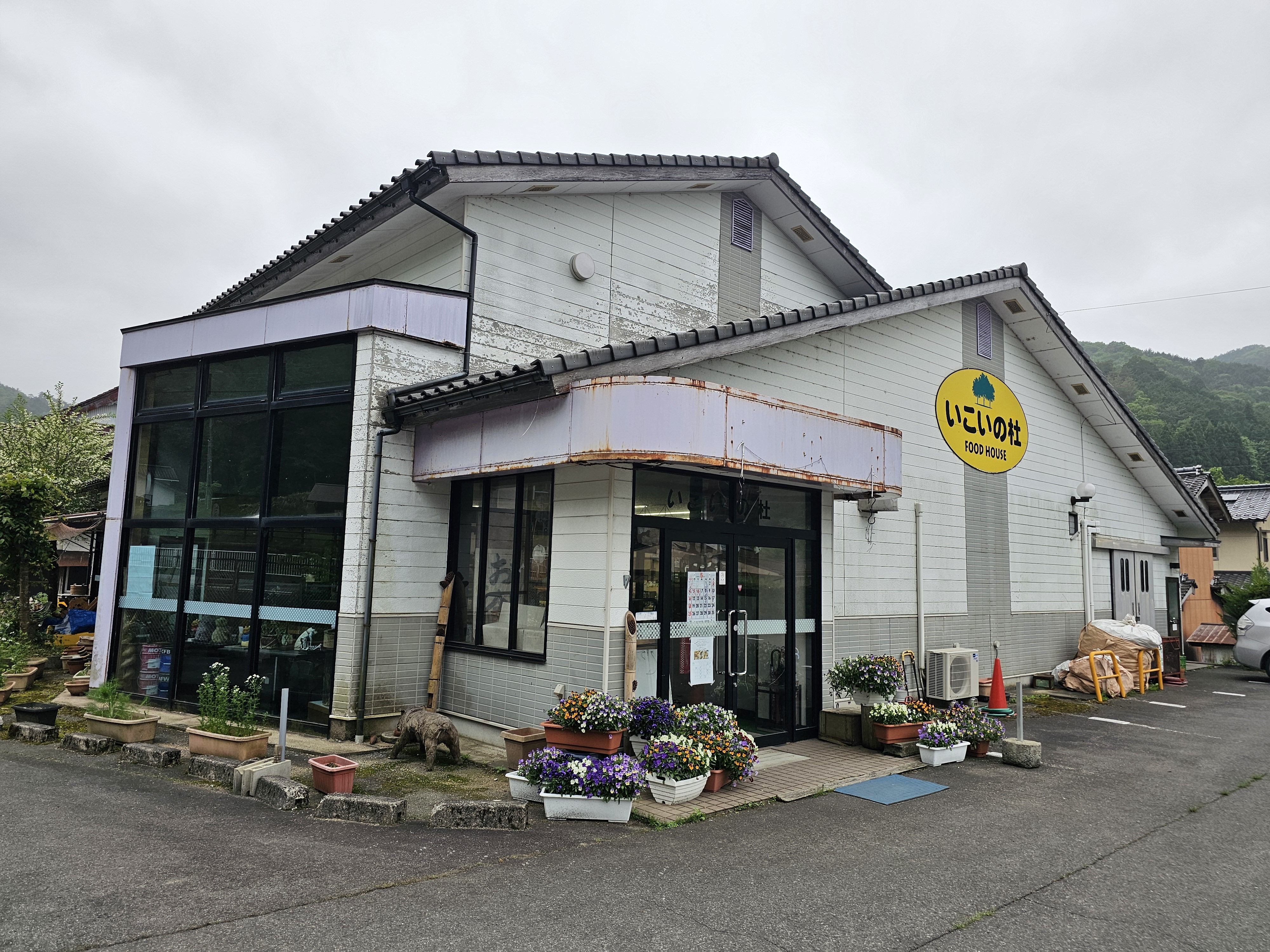
いこいの杜

## 名所・旧跡
- 一宮神社 - 久畑。ケヤキの森が兵庫県指定天然記念物。
- 大生部兵主神社 - 薬王寺にあり、1864年（文久3年・元治元年）建築の神楽殿がある[67]。
- 光蓮寺 - 久畑。真宗本願寺派の寺院。1889年（明治22年）高橋村発足時には村議会の議場として使用された[32]
- 楽音寺 - 大河内。

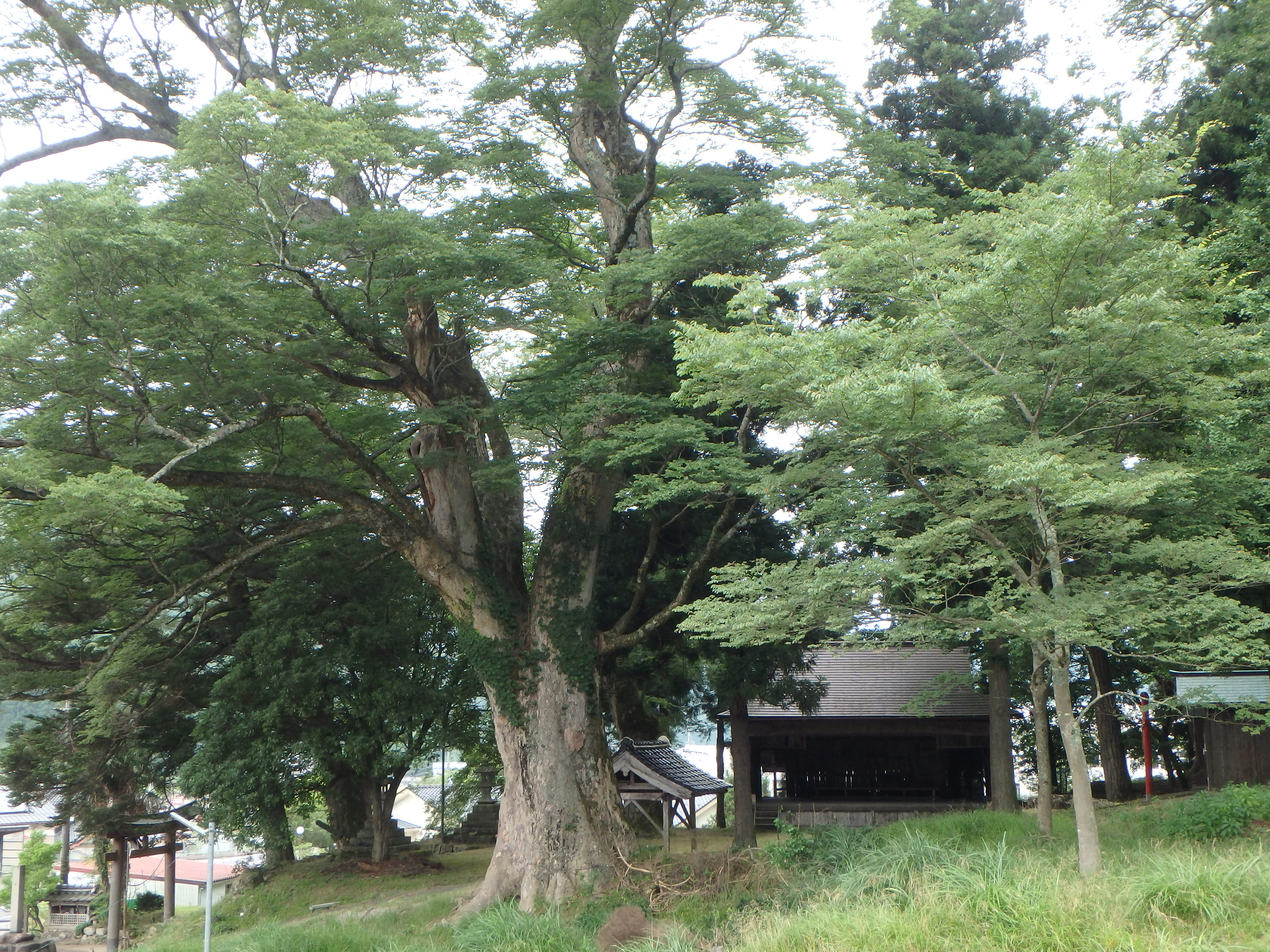
一宮神社
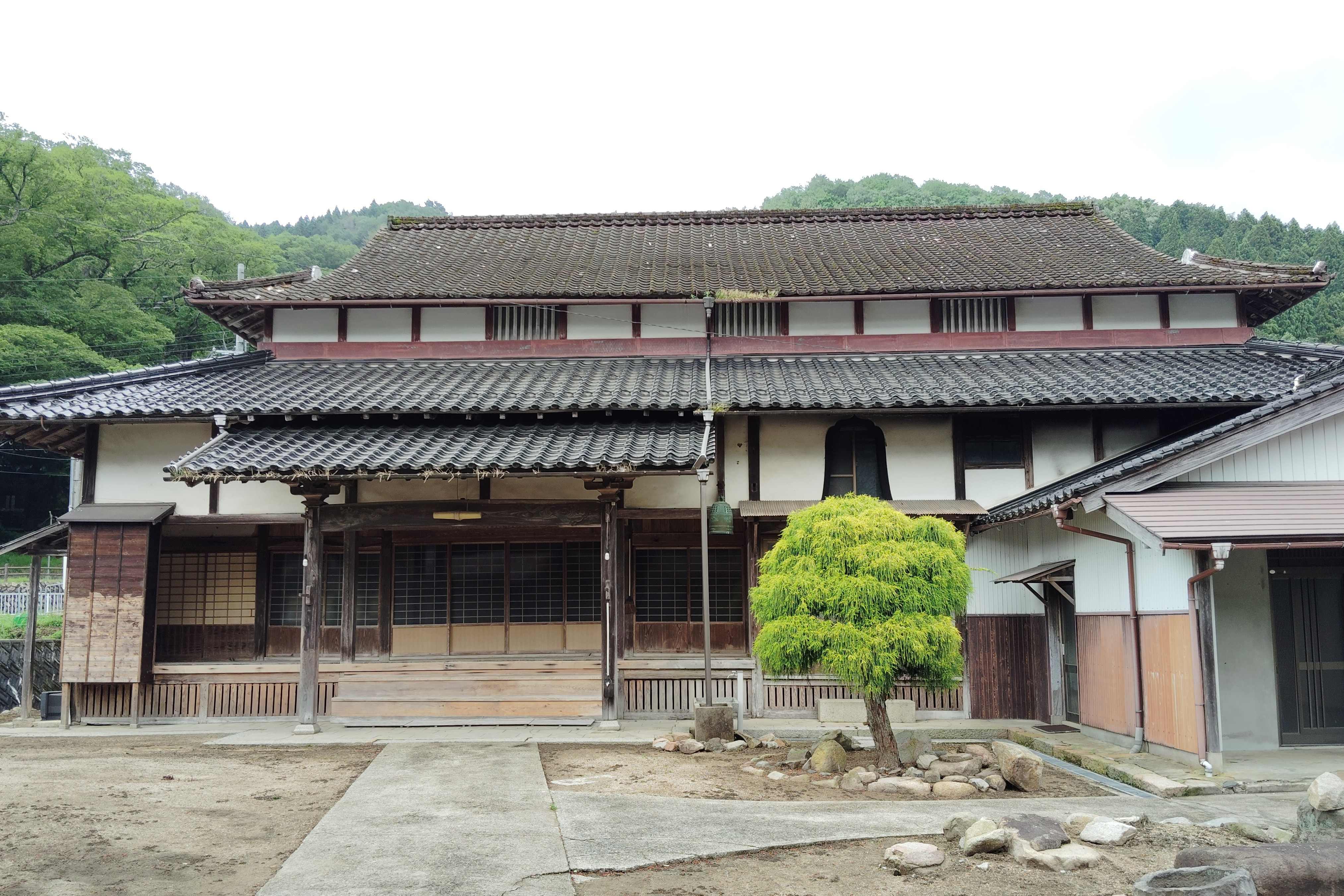
光蓮寺